# Ninazu
Ninazu, detto anche Nin-Asu, è una divinità sumera guardiana dell'oltretomba (kur), nonché un'arcaica divinità protettrice della città di Eshnunna.
Come altre divinità psicopompe e ctonie, era anche collegato alla vegetazione e all'agricoltura.
Nonostante l'importanza del suo ruolo, non è menzionato tra le divinità superiori e la sua presenza nei pantheon sumeri non era emersa nei primi studi.

## Genealogia
Nella città di Enshnunna Ninazu era indicato quale figlio di Enlil and Ninlil; in una diffusa tradizione alternativa, quale figlio di Ereshkigal e Gugalana. Anche nel poema di “Ereshkigal e Nergal” Ninazu è uno dei figli della dea infera Ereshkigal, ma forse avuto da Nergal.
Nella città di Enegi si gli attribuiva come moglie la dea Ninigirida e come figlio Ningiszida.
Dalla doppia genealogia è possibile supporre che sia la sovrapposizione di due divinità differenti.

## Funzioni e Mitologia
In una lamentazione sumera ("Nel deserto nelle prime erbe") è definito come il guardiano dell'oltretomba e re dei serpenti.
Alcuni miti e aspetti come la sua genealogia duale fanno supporre che ciclicamente morisse e ritornasse dall'oltretomba, caratteristica tipica di molte altre divinità indoeuropee della fertilità e dell'agricoltura. Nel poema "Come il grano ritornò e sumeri" lui e suo fratello sono raffigurati come coloro che portarono l'orzo e i lino agli uomini, mentre nel poema "Enlil e Ninlil" è indicato come il signore che traccia e misura le linee nei campi.
Nel suo ruolo di divinità poliade delle città di Eshnunna (ed Enegi), aveva un carattere anche guerriero. Venne progressivamente soppiantato dal dio Tishpak, e come divinità dell'oltretomba dal dio Nergal, per via della crescente popolarità di quest'ultimi.
Si può supporre che fosse una divinità guaritrice per via di un suo epiteto interpretabile come "il signore guaritore", ma non era un suo carattere primario. Dai riti del secondo e terzo millennio a.C., era invocato perlopiù per la guarigione dai morsi di serpenti.

## Culto
Per via della sua associazione all'oltretomba nella città di Enegi, Ninazu occupa un ruolo centrale nella cerimonia tenuta attorno al terzo millennio a.C. ogni sei mesi per commemorare i defunti e celebrare le divinità ctonie, durante la quale la popolazione presentava le offerte al re e ai sacerdoti. Riceveva offerte anche a Lagash, Umma e Nippur.

## Attribuiti
Il suo animale sacro fu Sirrush, successivamente passato a Tishpak quando quest'ultimo lo soppiantò come divinità tutelare di Eshnunna, poi successivamente a Marduk.